# SU-122
SU-122 bylo sovětské samohybné dělo, šlo o reakci na německé útočné dělo StuG III, které dosahovalo velmi dobrých výsledků. Bylo vyvíjeno od dubna 1942, přičemž byly vyrobeny dva konkurenční prototypy. Výroba SU-122 začala koncem roku 1942 do léta 1944, kdy skončila produkce. Bylo vyrobeno 1148 kusů samohybných děl SU-122. Tank nedisponoval žádnými sekundárními zbraněmi, stále zde ale byla možnost použití ručních zbraní osádky přes zbraňové porty. SU-122 bylo mezi sovětskými tankisty velmi oblíbené, protože bylo schopno bojovat s německými tanky Panther a Tiger I. Sloužilo také jako vozidlo pro podporu a pro převoz pěchoty na bojišti.

## Varianty
- SU-122M – V dubnu 1943 vznikl prototyp SU-122 s houfnicí D-11 (verze houfnice U-11), která zabírala méně místa. Nevyráběl se kvůli vývoji stíhače tanků SU-85.

- SU-122-III – Prototyp SU-122 s houfnicí D-6, která byla lehčí a menší než houfnice U-11. Byl neúspěšný kvůli nespolehlivosti mechanismu zpětného rázu houfnice a nízké protitankové účinnosti.

### Jiná samohybná děla na podvozku tanku T-34
- SU-85

- SU-100
- SU-122P